# Emil Frey (politico 1838)
Emil Johann Rudolf Frey (Arlesheim, 24 ottobre 1838 – Arlesheim, 24 dicembre 1922) è stato un militare, politico e ambasciatore svizzero, Consigliere federale dal 1890 al 1897 e Presidente della Confederazione svizzera nel 1894.

## Biografia
Figlio di Emil Remigius Frey, inviato alla Dieta federale, e di Emma Kloss.
Emigrato negli Stati Uniti nel 1860, si arruolò nell'esercito dell'Unione l'anno successivo. Nel 1863 fu temporaneamente promosso a colonnello dell'82nd Illinois Infantry Regiment, e a seguito della battaglia di Gettysburg, fu catturato e rinchiuso nella prigione confederata di Libby, a Richmond, dal 1863 fino alla fine della guerra.
Dopo essere stato Consigliere di Stato del Canton Basilea Campagna, nel 1872 fu eletto al Consiglio nazionale tra le file dei radicali, e tra dicembre del 1875 e marzo del 1876 ricoprì il ruolo di Presidente del Consiglio nazionale. Nel 1879 tentò di entrare nel Consiglio federale per sostituire Johann Jakob Scherer, ma perse contro Wilhelm Hertenstein. Sempre tra il 1872 e il 1882, lavorò come redattore delle Basler Nachrichten.
Tra il 1882 e il 1888 rappresentò la Svizzera negli Stati Uniti in qualità di Ministro (ambasciatore). Tornato in patria, dopo aver lavorato alla National-Zeitung di Basilea, a dicembre del 1890 fu rieletto al Consiglio nazionale, e nello stesso mese entrò nel Consiglio federale, succedendo a Bernhard Hammer. Nel corso del suo mandato da Consigliere federale, ebbe i ruoli di Capo del Dipartimento militare e di Presidente della Confederazione per l'anno 1894. Dimessosi dal Consiglio federale, a marzo 1897 divenne direttore dell'Unione telegrafica internazionale, incarico ricoperto fino al 1921. Morì il 24 dicembre 1922, all'età di 84 anni.
Massone, fu membro della loggia Zur Freundschaft und Beständigkeit di Basilea, appartenente alla Gran Loggia Svizzera Alpina.